# Robur (metaalbedrijf)
Robur was een metaalbedrijf dat oorspronkelijk in Nijmegen was gevestigd maar na overplaatsing naar Helmond een grote groei kende.
In 1930 richtten twee Tilburgse metaalondernemers, J A en J C van der Schoot, samen met Johan van Dijk, accountant te Helmond, de nv Rijwielonderdelenfabriek Robur op. Deze onderneming, gevestigd aan de Ooysedijk 47 in Nijmegen,  hield zich onder leiding van ir K M A Schäfer, een uit Duitsland afkomstige uitvinder/ondernemer, bezig met het koudwalsen van naadloze buizen. In 1937 nam de fa. Gebrs. Van Thiel het bedrijf met de kennis en aandelen over en verplaatste de onderneming naar haar leegstaande fabriek te Helmond. Het werd een familiebedrijf, eerst onder A W van Thiel. Het startkapitaal was f 50.000, waarvan f 30.000 volgestort. Robur kende vervolgens de eerste jaren een snelle groei, onder technische leiding van Schäfer. In 1940 waren er 125 personen werkzaam. De Duitse bezetter eiste een groot deel van de bedrijfsgebouwen op, maar na de bevrijding volgde een (voor)spoedig herstel. De export werd ter hand genomen, niet alleen binnen Europa maar ook naar Zuid-Amerika en Zuid-Afrika. Ook de sociale bedrijfsvoering werd gemoderniseerd met modern ingerichte was- en kleedruimtes en een personeelsraad. Deze vertegenwoordigde rond 1960 350 werknemers.
In de jaren vijftig en zestig werd onder een nieuwe generatie Van Thiel het productiepakket verbreed met rvs-artikelen. In 1964 volgde de overname van een branchegenoot in Venray. Een brand van de rvs-lokatie in Helmond in 1966 leidde tot concentratie van deze activiteit in Helmond. Vervolgens trok  de familie Van Thiel zich terug uit het actieve bedrijfsleven. Robur werd formeel in 1967 opgeheven. De diverse bedrijfsonderdelen werden gesplitst en verzelfstandigd voortgezet. De afdeling roestvast staal ging in 1969 een fusie aan met de Zwitserse firma Franke. Het onderdeel van Robur dat zich met de productie van roestvrijstalen keukensystemen, aanrechtbladen en dergelijke bezighield werd voortgezet als Franke Nederland BV, dat zich in een nieuw bedrijfspand aan de Lage Dijk vestigde en onderdeel werd van Franke Roestvrijstaal Nederland. In 2022 werd de vestiging gesloten.
Voor de buizenproductie werd in 1972 Mannesmann partner, die de helft van de aandelen overnam. Mannesmann was gespecialiseerd in warmgewalste naadloze buizen. Deze werden bij Robur koudgetrokken tot een kleinere diameter en zo inzetbaar waren in bijvoorbeeld de rijwielindustrie. In 1973 werd er een nieuwe fabriek van Mannesmann aan de Engelseweg 173 te Helmond geopend onder de naam Salzgitter Mannesmann Seamless Tubes. Begin 2025 viel het besluit tot opheffing.